# Malý Šariš
Malý Šariš je obec na Slovensku v okrese Prešov. Žije zde přibližně 1 700 obyvatel. První písemná zmínka o obci pochází z roku 1248.